# 塩埕埔駅
塩埕埔駅（えんていほえき）は台湾高雄市塩埕区にある高雄捷運橘線の駅。本駅は大勇路に位置し、駅番号はO2。駅構内は高捷少女の展示物が常設されている。

## 歴史
- 2008年
  - 9月14日 - 開業[1]。
  - 9月21日 - 開通式典が行われる[2]。

## 駅構造
- ホームドア付きの島式ホーム1面2線の地下駅であり、4箇所の出入口がある。

### 駅階層
| 地階    | 出入口                       | 出入口                                     |
| 地下1階 | コンコース階                 | コンコース、案内所、自動券売機、自動改札口 |
| 地下1階 | コンコース階                 | トイレ（駅南側で改札口の外、出口1近く）    |
| 地下2階 | 1番ホーム                    | ←■橘線 哈瑪星方面（哈瑪星駅）              |
| 地下2階 | 島式ホーム、左側のドアが開く |                                            |
| 地下2階 | 2番ホーム                    | ■橘線 美麗島・大寮方面（前金駅）→          |

### 駅出口
出口1は駅南端西側、出口2は駅北端東側、出口3、出口4は駅の中間にあり、出口2にはバリアフリーのエレベーターがある。
- 出口1：駁二芸術特区、真愛埠頭、塩埕小学校、堀江マーケット（大勇路西側、五福四路との交差点）
- 出口2：高雄市歴史博物館、高雄国際会議センター（大勇路東側、新楽街との交差点）、高雄市立映画図書館
- 出口3：塩埕中学校（大勇路上）、光栄小学校
- 出口4：忠孝小学校（大勇路上、五福四路側)、高雄市立寿山動物園

## 利用状況
| 年   | 年間      | 年間      | 年間      | 年間     | 1日平均 | 1日平均 |
| 年   | 乗車      | 下車      | 乗下車計  | 出典     | 乗車    | 乗下車  |
| ---- | --------- | --------- | --------- | -------- | ------- | ------- |
| 2008 | 227,276   | 236,264   | 463,540   | [ 注 1 ] | 2,228   | 4,545   |
| 2009 | 806,564   | 851,143   | 1,657,707 | [ * 2 ]  | 2,210   | 4,542   |
| 2010 | 835,731   | 889,233   | 1,724,964 | [ * 3 ]  | 2,290   | 4,726   |
| 2011 | 1,014,077 | 1,085,720 | 2,099,797 | [ * 4 ]  | 2,778   | 5,753   |
| 2012 | 1,174,555 | 1,243,176 | 2,417,731 | [ * 4 ]  | 3,209   | 6,606   |
| 2013 | 1,307,281 | 1,405,067 | 2,712,348 | [ * 4 ]  | 3,582   | 7,431   |
| 2014 | 1,376,839 | 1,463,948 | 2,840,787 | [ * 4 ]  | 3,772   | 7,783   |
| 2015 | 1,389,773 | 1,489,753 | 2,879,526 | [ * 4 ]  | 3,808   | 7,889   |
| 2016 | 1,521,530 | 1,638,728 | 3,160,258 | [ * 4 ]  | 4,157   | 8,635   |
| 2017 | 1,505,283 | 1,610,881 | 3,116,164 | [ * 4 ]  | 4,124   | 8,537   |
| 2018 | 1,471,730 | 1,630,862 | 3,102,592 | [ * 4 ]  | 4,032   | 8,500   |
| 2019 | 1,555,541 | 1,703,449 | 3,258,990 | [ * 4 ]  | 4,262   | 8,929   |
| 2020 | 986,384   | 1,070,463 | 2,056,847 | [ * 4 ]  | 2,695   | 5,620   |

- 統計に関する出典

註釈
1. ↑  9月14日開業後の運営日数は109日だが、統計は有料化開始の9月21日以降102日で算出している[* 1] ）

出典
1. ↑  （繁体字中国語）高雄捷運公司 (2009年1月10日). “高雄都會區大眾捷運系統各站旅運量統計表”.   高雄市政府交通局. p. 頁10. 2019年5月5日閲覧。
2. ↑  （繁体字中国語）“高雄都會區大眾捷運系統各站旅運量統計表 中華民國98年”.   高雄市政府捷運工程局. p. 13 (2009年1月10日). 2019年10月27日閲覧。
3. ↑  （繁体字中国語）“高雄都會區大眾捷運系統各站旅運量統計表 中華民國99年”.   高雄市政府捷運工程局. p. 13. 2019年10月27日閲覧。
4. ↑  （繁体字中国語）“高雄都會區大眾捷運系統各站旅運量-年 依 年, 捷運站別 與 入出站”.   高雄市政府交通局 (2021年3月12日). 2021年3月12日閲覧。 高雄市統計資訊服務網

## 隣の駅
高雄捷運
■橘線
哈瑪星駅 - 塩埕埔駅 - 前金駅